# Cintray (Eure-et-Loir)
Cintray ist eine französische Gemeinde mit 470 Einwohnern (Stand: 1. Januar 2022) im Département Eure-et-Loir in der Region Centre-Val de Loire. Sie gehört zum Arrondissement Chartres und zum Kanton Lucé. 

## Geographie
Cintray liegt rund acht Kilometer westlich von Chartres. Umgeben wird Cintray von den Nachbargemeinden Saint-Aubin-des-Bois im Norden und Westen, Amilly im Osten, Saint-Georges-sur-Eure im Süden sowie Saint-Luperce im Westen und Südwesten.
Durch die Gemeinde führt die frühere Route nationale 123 (heutige D923).

## Bevölkerungsentwicklung
| 1793                      | 1962 | 1968 | 1975 | 1982 | 1990 | 1999 | 2006 | 2012 |
| ------------------------- | ---- | ---- | ---- | ---- | ---- | ---- | ---- | ---- |
| 88                        | 83   | 101  | 193  | 230  | 273  | 388  | 435  | 415  |
| Quelle: Cassini und INSEE |      |      |      |      |      |      |      |      |

|  |  |